# 对俄罗斯入侵乌克兰的反应
2022年俄罗斯入侵乌克兰遭到国际社会广泛谴责，导致俄罗斯受到新的制裁，引发对俄罗斯的经济影响。 

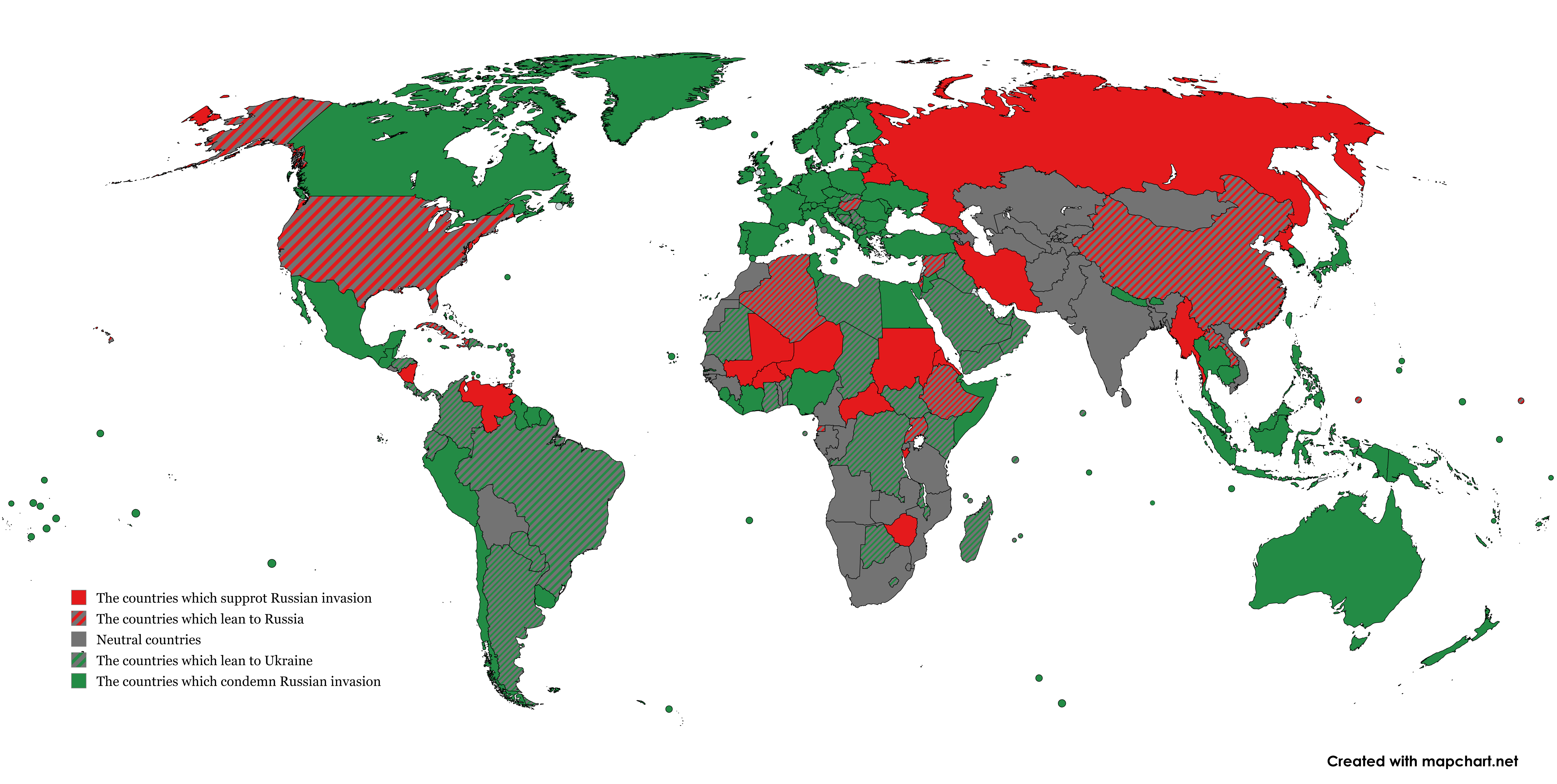
截止2025年3月的各國家及地区政府對俄羅斯入侵烏克蘭的反應
----
譴責俄羅斯入侵乌克兰
中立
支持俄羅斯入侵烏克蘭
未发表声明
----
俄羅斯
烏克蘭

聯合國安理會有關要求俄羅斯撤出烏克蘭的決議
----
贊成或共同提出決議（如非現任安理會理事國）
反對
棄權
非現任安理會理事國

聯合國大會有關譴責俄羅斯入侵烏克蘭的決議
----
贊成
反對
棄權
缺席
非聯合國成員

## 政府間國際組織

### 联合国
联合国秘书长安东尼奥·古特雷斯表示，俄羅斯入侵是他「任期內最悲傷的時刻」，並呼籲普京「以人類的名義」撤軍。2月25日，聯合國安理會對一項決議草案進行表決，以「最強烈地措辭」譴責俄羅斯對烏克蘭的侵略行為；會上的15個理事國當中，有11個表示支援，3個棄權，而俄羅斯則投下反對票，由於其作為常任理事國擁有一票否決權，使得該項決議草案被否決。2月27日，聯合國安理會訴諸程序性決議通過召開緊急特別會議。3月3日，联合国大会在第11次緊急特別會議上通過了名為「對烏克蘭的侵略」的決議案，強烈地斥責俄羅斯侵略烏克蘭，要求俄羅斯聯邦立即停止對烏克蘭使用武力並撤出軍隊，惟有關決議只有建議性質而無約束力。該草案獲得了141票贊成票，中國、印度等35個國家投了棄權票，俄罗斯、白俄罗斯、北朝鮮、敘利亞和厄立特里亞5個國家投了反對票。
《爱尔兰时报》于2022年3月8日报道称，联合国区域信息中心主任在联合国全球通信部向联合国员工邮件列表发布的电子邮件中指示，不要将局势描述为“战争”，也不要在个人媒体上添加乌克兰国旗以示对乌克兰的支持，应使用“冲突”、“军事进攻”等用语，以“平衡政治敏感性”。此事被媒体报道后引发批评，联合国发言人斯特凡·杜加里克承认这封邮件的真实性，但否认这是一项针对员工的官方政策。随后向员工发送的又一封电子邮件中更新了用语政策，改为允许使用“战争”和“入侵”。在Twitter上的联合国发言人账号最初否认爱尔兰时报的报道，不久后删除了推文。
2022年3月16日，联合国国际法院在海牙作出判决，要求俄罗斯立即停止在乌克兰的军事行动，不過俄羅斯和中國的法官投下了反對票。3月17日，俄羅斯拒絕了联合国国际法院的要求。
2022年3月24日，联合国大会第11届紧急特别会议以140票赞成、5票反对和38票弃权的表决结果通过了由乌克兰、美国、英国、法国等90国共同提交名为“侵略乌克兰造成的人道主义后果”的决议案，再次要求俄羅斯停止侵略烏克蘭。 中国、印度等国投了弃权票。俄罗斯、叙利亚、朝鲜、白俄罗斯和厄立特里亚投了反對票。
2022年3月30日，联合国任命3名人权专家调查俄罗斯可能在乌克兰的战争犯罪，调查委员会自成立起为期一年。
2022年4月7日，聯合國大會通過了將俄羅斯在联合国人权理事会的成員資格停權的決議案，隨後俄羅斯宣布退出人權理事會。同月世界旅游组织（UNWTO）亦將俄羅斯停權，6月10日俄羅斯宣布退出世界旅遊組織。
2022年5月12日，联合国人权理事会通過了名爲“俄罗斯侵略引起的乌克兰人权状况恶化”的决议案，旨在推進審查烏克蘭惡化的人權狀況，並调查俄罗斯军队在烏克蘭战争罪嫌。该决议草案獲33票赞成、2票反对和12票弃权。反对票来自中華人民共和國和厄立特里亚。
2023年2月23日，联合国大会第十一届紧急特别会议以压倒性多数通过决议， 141个会员国投赞成票，白俄罗斯、朝鲜、厄立特里亚、马里、尼加拉瓜、俄罗斯和叙利亚七国投下反对票，中国、印度、巴基斯坦、古巴等32个国家弃权，大会再次要求俄罗斯立即、彻底、无条件地将其所有军事力量从乌克兰国际公认边界内的领土撤出，并呼吁停止敌对行动。

### 國際奧委會
国际奥林匹克委员会于2月24日发表声明，强烈谴责俄罗斯政府违反奥林匹克休战的行为，称俄罗斯违反了2021年12月2日联合国大会通过的奥林匹克休战决议。2022年冬季奥林匹克运动会在入侵前四天结束，但休战协议一直持续到3月中旬2022年冬季残疾人奥林匹克运动会结束后的第7天。国际奥委会主席托马斯·巴赫再次呼吁和平。国际奥委会对乌克兰的奥林匹克相关人员的安全深表关切，并成立了一个特别工作组，以密切监测局势，并尽可能协调对乌克兰境内的奥林匹克相关人员的人道主义援助。
國際殘疾人奧林匹克委員會在召開完一項特別會議之後，於3月3日宣佈決定禁止俄羅斯和白俄羅斯運動員參加2022年冬季殘奧會。

### 非洲联盟
非洲联盟委员会主席穆萨·法基、非洲联盟輪值主席、塞内加尔总统麦基·萨勒呼吁俄罗斯和“任何其他区域或国际行为体必须尊重乌克兰的国际法、领土完整和国家主权”，敦促冲突各方立即停火并开始政治谈判。

### 东南亚国家联盟
亚细安外长对俄罗斯与乌克兰的紧张局势表示严重关切，并敦促最大限度的克制和对话。

### 加勒比共同体
加勒比共同體發表聲明譴責入侵烏克蘭，並要求俄羅斯軍隊「立即和完全撤出」烏克蘭。

### 欧洲委员会
歐洲理事會通過了一項決議，「最強烈地譴責對烏克蘭的武裝襲擊」，呼籲俄羅斯「立即無條件停止其軍事行動」，並將考慮「採取措施應對俄羅斯聯邦嚴重違反其作為歐洲委員會成員國的法定義務」。3月15日歐洲理事會大會表決通過開除俄羅斯會籍，216名代表投票贊成，0票反對，3票棄權。

### 欧盟
歐盟執委會主席乌尔苏拉·冯德莱恩、歐盟高峰會主席夏尔·米歇尔及歐盟議會議長萝伯塔·梅措拉及歐盟高級外務代表何塞·博雷利·丰特列斯於2月24日發表聯合聲明表示，強烈譴責俄羅斯對烏克蘭的不正當攻擊，歐盟於同日在布魯塞爾舉行緊急首腦會談，執委會主席范德賴恩在會談前表示歐盟将封锁俄罗斯经济战略部门，冻结俄罗斯在欧盟的资产，阻止俄罗斯银行进入欧洲金融市场。27日，歐盟執委會主席乌尔苏拉·冯德莱恩發出新制裁，關閉領空，禁止俄羅斯飛越歐盟上空，禁止俄羅斯官媒「今日俄羅斯」和俄羅斯衛星通訊社在歐盟的廣播，並向烏克蘭的提供戰機。3月2日，欧盟决定制裁白俄罗斯，禁止進口白俄罗斯的木材、钢材和钾肥等产品。3月8日，欧盟表示要在2030年前摆脱对俄罗斯的能源进口依赖。為尽快摆脱对俄罗斯化石燃料的依赖。5月18日，欧盟计划从2022年到2027年间增加2100亿欧元投资以支持绿能方案发展。

### 國際刑事法院
國際刑事法院首席檢察官卡里姆·艾哈邁德·汗發表聲明警告說：「任何人犯下這種罪行，包括下令、煽動或以其他方式協助犯下這些罪行，均可在充分尊重互補原則的情況下，由法院起訴。衝突各方必須遵守國際人道主義法規定的義務。」 烏克蘭於 2 月 26 日向法院提出上訴，3 月 16 日國際刑事法院以 13 票 : 2 票裁定臨時命令，下令俄羅斯停止對烏克蘭的入侵，反對方為俄羅斯法院副院長格沃爾吉安以及中國法官薛捍勤。

### 北大西洋公约组织
北約秘書長延斯·斯托尔滕贝格在2月24日舉辦的記者會強烈譴責俄羅斯對烏克蘭的魯莽和無端攻擊，表示這是嚴重違反國際法的行爲，也是對歐洲-大西洋安全的嚴重威脅，呼籲俄羅斯立即停止軍事行動，尊重烏克蘭的主權和領土完整。不過他表示北约无意向乌克兰派遣部队。波蘭、羅馬尼亞、立陶宛、拉脫維亞和愛沙尼亞依據北大西洋公约第四條款展開安全磋商，愛沙尼亞總理卡娅·卡拉斯發表聲明指出，「俄羅斯的廣泛侵略是對全世界和所有北約國家的威脅，爲了保障北約同盟國的防禦，必須啓動北約的協商，而對俄羅斯的侵略最有效的應對方式就是團結」。
3月23日，北约宣布将在东欧地区部署4个新的战斗群。

### 北欧理事会
北欧理事会总统埃尔基·图奥米奥亚谴责这次入侵是“完全不公正的”，表示这“违反了国际法和欧洲安全秩序”。

### 美洲国家组织
25日，美洲国家组织中的21国（委内瑞拉由瓜伊多方面代表）发表联合声明，谴责俄罗斯的入侵。

### 經濟合作暨發展組織
經合組織理事會正式終止與俄羅斯的入盟談判，並下令關閉經合組織在莫斯科的辦事處。

### 太平洋島國論壇
太平洋島國論壇在一份聲明中譴責了這次入侵，稱「從遠處觀察到對烏克蘭主權和領土完整的侵犯，以及俄羅斯公然無視國際法。」

### 馬爾他騎士團
馬爾他騎士團在一份新聞稿中宣佈，他們正在向烏克蘭難民提供「緊急救濟，食品和社會心理支援」。

### 歐洲航天局
2022年3月17日，欧洲空间局宣布将无限期暂停与俄罗斯国家航天集团合作的ExoMars火星车任务。

### G7
2022年2月24日，七大工業國組織（G7）譴責俄羅斯對烏克蘭採取軍事行動。

### 国际监察员协会
2022年8月5日，国际监察员协会（IOI）撤销俄罗斯人权事务高级专员的会员资格。IOI主席克里斯·菲尔德（Chris Field）表示 “由于专员不遵守我们的章程，俄罗斯会员资格已被终止，章程要求其成员遵守监察机构普遍接受的职业道德并保持公正。”

### 地中海监察员协会
2024年9月25日，地中海监察员协会（Association Mediterranean Ombudsmen）批准将俄罗斯监察员排除在其成员资格的决定。

## 國際非政府組織

### 国际特赦组织
国际特赦组织秘书长阿涅斯·卡拉玛德表示，此次入侵“可能对人类生命和人权造成最可怕的后果”，并呼吁“各方严格遵守国际人道主义法和国际人权法” 。

### 无国界医生组织
俄罗斯入侵乌克兰前已经在乌克兰开展业务的无国界医生组织表示，环境的迅速变化导致某些先前提供的医疗服务必须减少和停止，但该组织正在迅速重新部署以专注于提供为可能需要的人提供一般的紧急护理。

### 无国界记者组织
无国界记者组织东欧和中亚办事处负责人珍妮·卡维利尔表示，“我们熟悉俄罗斯的方法......记者是主要目标，正如我们在2014年克里米亚并入克里米亚和克里姆林宫支持的领土所看到的那样顿巴斯地区的分裂分子”，并呼吁“俄罗斯和乌克兰当局尊重其在冲突期间保护记者的国际义务”。

### 紀念納粹大屠殺團體和猶太人代表
普京的其中一個出兵烏克蘭的理由是對其「去納粹化」，以色列猶太大屠殺紀念館、位處波蘭的奥斯威辛集中营國家博物館和美國大屠殺紀念博物館都發表聲明譴責俄羅斯只是在濫用歷史，為侵略烏克蘭的軍事行動提供虛假理據。
以色列猶太大屠殺紀念館譴責俄羅斯侵略烏克蘭，這無可避免會帶來慘烈的後果。
我們尤其是擔憂無辜平民的安全和譴責任何蓄意危害他們的行為。
更甚者是，在當前敵對行為的公關宣傳中，充斥著不負責任和不准確的言論，他們（將烏克蘭）類比大屠殺發生時和之前的納粹主義和暴行。以色列猶太大屠殺紀念館譴責這種矮化和歪曲大屠殺歷史真相的言論。——以色列猶太大屠殺紀念館，2022年2月27日
2022年3月2日，居於基輔的猶太人首席拉比Moshe Reuven Azman在Telegram發表講話，批評普京犯下了戰爭罪行，呼籲俄羅斯民眾積極抗議克里姆林宮軍事侵略烏克蘭的決策，他認為這次戰爭讓烏克蘭人和全世界猶太人更加團結。在回應普京的「去納粹化」的開戰言論時，他直言這是「只有傻瓜才會相信的垃圾（藉口）」。他不認同烏克蘭存在納粹主義，並指出當前的烏克蘭國會中沒有任何一個議席是屬於奉行民族主義的黨派。
被指與普京保持良好關係的居俄羅斯首席拉比Berel Lazar從烏克蘭的拉比獲得戰爭傷亡資訊後表示當前狀況不容持續下去，並願意擔當兩國調解人。美國的拉比Shmuley Boteach在接受以色列媒體訪問中提到儘管普京讓猶太教在俄羅斯自由地發展，但無法改變他是一頭「怪物」的事實，並將普京與北韓的金正恩和伊朗的阿里·哈梅內伊並列為現代的邪惡面孔。

### 歐洲核子研究組織
2022年6月17日， 欧洲核研究组织理事会决定全面停止与俄罗斯和白俄罗斯的一切合作，并打算在2024年到期后终止与俄罗斯和白俄罗斯的国际合作协议（ICAS）。2024年11月30日，欧洲核子研究中心宣布与俄罗斯和白俄罗斯的合作协议到期后，研究中心终止与俄罗斯和白俄罗斯的合作。

## 個人及非政治團體

### 政治界
- 中國國民黨主席朱立倫稱，要盡力避免讓台灣成為下一個烏克蘭[62]。

- 中國國民黨黨員趙少康認為，俄羅斯出兵烏克蘭是「小國刺激大國」所致，並譴責烏克蘭挑釁俄羅斯[63]。

- 中國國民黨立委吳斯懷批評烏克蘭人民參戰是「義和團式的愛國主義」，又指控烏克蘭政府不道德[64]此番言論被新聞主播張雅琴質疑「你的意思是我們全部要跪下來嗎？」，並呼籲選民不要把票投給「那種砲聲一響就買機票落跑的人」[65]。

- 針對此前美國在台協會粉絲專頁轉貼呼籲為烏克蘭人民「祈禱」遭台灣網友不滿「出征」AIT臉書，時代力量國際部主任劉仕傑稱他身為台灣人關心焦慮對於台灣是否會下一個被攻擊，不鼓勵鼓吹疑美論和「出征」美國在台協會[62]。

- 德國外交關係委員會亞洲項目的中國問題學者狄雨霏認為，中國大陸政府實際上間接支持俄羅斯[66]。

- 旅美憲政學者王天成認為，中國大陸政府儘管在言語上有所保留，但仍有可能採取一系列支持俄羅斯的具體行動[67]。

- 马来西亚国会议员卡斯杜丽拉妮表示，马来西亚人必须记住，MH17是在乌克兰顿涅茨克地区被俄罗斯的叛军击落的。她敦促布特拉大厦必须表明立场，并敦促俄罗斯总统为了人类而撤军。民联阵的李静霖（Dian Lee）表示这场冲突及空难已经“付出了太多”，并表示普京“丢脸”[68]。

- 俄羅斯前外長安德烈·科济列夫批評普京發動戰爭是錯誤和不道德的[69]。

- 德國前總理安格拉·默克爾在2022年4月4日發表聲明稱「堅持自己在2008年第20屆北約峰會（英语：2008 Bucharest summit）上（拒絕烏克蘭加盟）的決定」[70]。
- 苏联前总统米哈伊尔·戈尔巴乔夫尽管在公开场合表示支持俄罗斯吞并克里米亚并谴责西方试图让乌克兰加入北约破坏局势，但据他的朋友阿列克谢·A·韦涅季克托夫于7月表示，戈尔巴乔夫认为俄乌全面爆发战争导致他的“所有改革现在都归零，化为灰烬，化为乌有”。[71]

### 學術界
- 委內瑞拉沙卡洛夫獎獲得者、人權活動家罗仁特·沙烈（英语：Lorent Saleh）表達了對烏克蘭的支持[72]。

- 中國社會科學院俄羅斯東歐中亞研究所所長孙壮志稱，俄烏衝突升級為全面入侵是美國和一些西方國家不顧俄羅斯安全利益導致的，認為當前應當爭取機會以政治對話解決，減小衝突範圍[73]。

- 来自北京大学、清华大学等五所高校的五名教授兼历史学家孙江、王立新、徐国琦、仲伟民、陈雁五人联名发表一篇谴责俄罗斯入侵乌克兰的文章。该文受到同为历史學學者的欧洲对外关系委员会亚洲项目主任顾德明的支持。[74]文章被部分网民批评为双重标准，而发布文章的微信公眾號不久清空所有文章並被封禁。[75]210名北京清華校友發起連署，公開要求清華校方撤銷普京名譽博士學位。[76]

- 哈佛大学国际关系学教授史蒂芬·沃尔特（英语：Stephen Walt）在《外交政策》上发文称，在此次战争中，“西方国家在梦游”[77]，西方的外交政策可能导致了俄乌危机[78]。

- 美国政治学家米尔斯海默认为北约和西方等国家应为俄乌危机负主要责任[79][80]。
- 德国无政府资本主义政治经济学家漢斯-赫爾曼·霍普认为统治俄罗斯、乌克兰、德国和美国的政府匪帮为战争负责，乌克兰多次违反中立原则引致冲突。[81]
- 耶鲁大学历史学教授蒂莫西·斯奈德（Timothy Snyder）与哈佛大学乌克兰历史学教授谢尔盖-普洛克希（Serhii Plokhii）在杰克逊全球事务学院举办的一场辩论会上讨论俄乌战争的影响，认为可以影响俄罗斯行动的最佳方式是国际社会持续向乌克兰提供坚定不移的支持，而估计战争的连锁反应导致了中国对台湾的潜在入侵推迟了至少10年。然而，这场战争也大大增加了俄罗斯对中国的依赖，使两个超级大国空前接近[82]。

### 宗教界
- 烏克蘭正教會都主教伊皮法紐斯譴責俄國入侵，激勵烏克蘭人對抗侵略，並祈求神助以贏得戰爭[83]。

- 達賴喇嘛發表聲明對當前烏克蘭人民遭受的苦難表達聲援，呼籲各方通過對話來解決爭端，恢復烏克蘭的和平[84]。

- 荷蘭一間俄羅斯東正教會宣布與莫斯科主教區切斷關係[85]。

### 文化及藝術界
- 歐洲廣播聯盟最初表示，俄羅斯仍將被允許參加2022年歐洲歌唱大賽，但仍會密切關注局勢。[86]然而，2月25日即宣布不允許俄羅斯參加比賽，並稱讓俄羅斯參賽者參賽會使比賽招受批評。[87]

- 歐洲文化遺產組織、歐洲考古學家協會和歐洲博物館組織網路發表聲明譴責俄羅斯入侵烏克蘭並呼籲和平[88][89][90]。

- 英國皇家歌剧院宣佈取消莫斯科大剧院前往伦敦进行芭蕾舞演出的计划。[91]

- 迪士尼於2月28日宣佈立即終止其電影在俄羅斯的上映計劃。之後索尼和華納兄弟也陸續作出了相同的決定。[92]

- 美國年輕歲月和英國一世代樂團前成員路易·湯姆林森宣布取消在俄羅斯的演出。[93]

- 中國大陸藝人金星和柯藍因為發文支持烏克蘭及反對戰爭而被新浪微博禁言。[94]

- 國際愛貓聯盟宣布自2022年3月1日起，各國分會停止進口飼養於俄羅斯境內的貓，禁止與俄羅斯有關的組織參加國際愛貓聯盟所舉辦的展覽與比賽[95]。

- 英格蘭足球總會及德國足球協會公開表態支持烏克蘭後，愛奇藝及中國中央電視台暫停直播英格蘭足球超級聯賽及德國足球甲級聯賽[96]。

### 體育界
俄羅斯入侵烏克蘭後，多個體育活動改期、暫停或取消。
- 國際運動攀登總會宣布暫停4月1日至3日在莫斯科舉行的2022年IFSC攀岩世界杯（英语：2022 IFSC Climbing World Cup）。[97]
- 國際滑雪聯合會宣布取消在俄羅斯的所有剩餘賽事。[98]
- 世界冰壺聯合會宣布，原定於11月19日至26日舉行的2022年歐洲冰壺錦標賽將不再在彼爾姆舉行。[99]在俄罗斯举行的世界耕作锦标赛也将被取消。[100]
- 俄羅斯的喀山计划将于2022年1月22日-1月28日举办2022年世界冬季特殊奥林匹克运动会由於COVID-19 的 Delta 變體在全球範圍內傳播全球大流行以及出於對運動員、志願者、工作人員和球迷的健康和安全的充分考慮，在俄羅斯喀山舉行的特奧會世界冬季運動會已推遲至2023年1月21日-27日如期舉行。2022特殊奧林匹克冬季世界比賽國際特殊奧林匹克通知，指鑑於俄羅斯與烏克蘭烏俄戰爭局勢緊張持續不穩，對原定於明年1月假俄羅斯喀山舉行的「2022世界特殊奥林匹克冬季运动会」的成效及參賽運動員的安全保障存疑。因此決定取消賽事。[101][102]
- 2022年世界一級方程式锦标赛的巴塞罗那冬季测试中，由于受到此戰爭事件影响，哈斯车队在最后一天的测试中移除了乌拉尔钾肥的赞助商标识[103]。3月5日，车队正式宣布中止与乌拉尔钾肥的合作，解除尼基塔·馬泽平的车手合約[104]。俄羅斯大獎賽亦暫停举办。[105]
- 2022年3月1日，國際滑冰聯盟宣布即時禁止俄羅斯和白俄羅斯選手和官員參加所有國際滑冰比賽，意味俄罗斯和白俄罗斯花样滑冰选手无法参加在法国举行的2022年花样滑冰世界锦标赛，國際滑聯另表示，研究向烏克蘭的會員提供緊急人道援助的可能性，並在必要時採取額外措施[106]。
- 至目前為止，俄羅斯被所有奧運會項目禁止以國家參賽，剩下柔道、拳擊與網球總會還可以中立身分參賽，其餘運動員也被禁賽，然而這個結果卻可能導致國際體育賽事面臨如同歐洲超級聯賽模式的分裂的危機。[107]
- 2022年溫布頓網球錦標賽堅持禁止這兩國參賽導致被ITF、WTA、ATP協會剝奪積分且沒有例外，不但導致部分選手如喬科維奇世界排名從第三名於該年衛冕成功也掉到第七，也會給烏克蘭選手二次傷害。
- 欧洲篮球协会褫奪俄罗斯参加2022年歐洲籃球錦標賽的资格，由黑山补上[108]。

#### 足球界
歐足總歐洲聯賽宣布，2022年歐洲冠軍聯賽決賽將從圣彼得堡体育场移至巴黎法蘭西體育場舉行。
2月25日，與俄羅斯有比賽的捷克、波蘭及瑞典足總發表聯合聲明，將拒絕前往俄羅斯參加2022年世界盃歐洲區第二圈外圍賽。2月26日，波蘭足總宣佈將罷踼於3月24日於莫斯科與俄羅斯對戰的外圍賽，並獲得包括隊長羅伯特·萊萬多夫斯基等球員的支持。。最後俄羅斯被踢出賽事，而對手波蘭在原對賽日期與同原對賽日期烏克蘭對手蘇格蘭舉行公益賽，並最終取得世界盃門票，而烏克蘭因為敗於威爾斯無緣晉級。
一些球隊或球員在比賽時表達對烏克蘭的支持，效力阿特蘭大的烏克蘭國腳在與奧林比亞高斯對戰的歐霸盃賽事中展示寫有不要戰爭（No War in Ukraine）的內衣。拿坡里主場對巴塞隆拿的歐霸盃比賽開始前，雙方球員共同舉起停止戰爭（Stop War）的橫額。
一些與俄羅斯企業有合作的球隊也開始停止合作關係。曼聯宣佈結束與俄羅斯航空的贊助，俄航不會再成為曼聯官方航空公司也把俄羅斯天然氣工業股份公司的球衣胸前贊助除下，歐洲足協也考慮把俄羅斯天然氣工業踢出贊助商名單。。

#### 其他項目
2022年3月下旬，P. LEAGUE+高雄鋼鐵人資助烏克蘭國家男子籃球隊三名隊職員與一名眷屬前往臺灣躲避戰火。
體育賽果網站LiveScore宣布在可見將來不再顯示俄羅斯的體育賽事的賽程及賽果，包括俄羅斯各級別足球聯賽及盃賽。

### 科技界
- 黑客組織匿名者宣布对俄罗斯政府发动网络攻击。隨後俄羅斯的今日俄罗斯电视台網站遭到DDoS攻擊，俄罗斯以外的多地无法正常访问[118]。俄羅斯總統網站、國家杜馬及俄羅斯聯邦委員會的網站均出現間歇性癱瘓狀況[119]。3月2日癱瘓俄羅斯的航太控制中心，使其無法控制自己的衛星。匿名者旗下的駭客團隊NB65亦表示「我們不會停手，直到你停止投擲炸彈、殺害平民和試圖入侵的那刻。滾回俄羅斯。」[120]

- 波蘭遊戲開發團隊11 bit studios宣佈將會捐出旗下生存遊戲《這是我的戰爭》一週的銷售所得支援烏克蘭紅十字協會，來聲援烏克蘭。[121]

- EA Sports宣布，将从《FIFA 22》《FIFA Online》等FIFA系列游戏中删除俄罗斯国家队和俄罗斯俱乐部。[122]CD Projekt、Epic Games、动视暴雪、Ubisoft、Take-Two等游戏开发团队先后宣布停止向俄罗斯销售旗下的游戏。Riot Games則宣佈從3月8日起至3月12日間將所有來自《英雄聯盟：激鬥峽谷》、《英雄聯盟：聯盟戰棋》等多款遊戲的戰鬥通行證銷售收益以及《英雄聯盟》中新Bee皮膚的收入通通捐助給烏克蘭。[123][124][125][126]

- Facebook和YouTube宣佈禁止俄罗斯官方媒体在其平台上投放广告，而Twitter則暂停接收所有來自乌克兰和俄罗斯投放的广告[127]。Instrgram封禁了車臣領導人拉姆赞·卡德罗夫的賬戶。[128]

- Facebook及Instagram的母公司Meta的内部邮件显示，将暂时允许部分国家的用户发表“呼吁对俄罗斯和俄罗斯士兵实施暴力”甚至是“杀死普京”、“杀死卢卡申科”的言论[129]。

- 新浪微博对俄乌戰爭惡意調侃、宣揚對立的内容和賬號進行處置，呼籲網民友善客觀理性發言；抖音也集中打擊了借俄乌戰爭熱點傳播仇恨低俗等不當價值觀的内容与賬號[130][131][132]。

- “微信110”、“QQ安全中心”等公众号发布《关于理性发布涉国际热点事件信息的倡议》[132]。

- bilibili與多個社群平台处置部分涉国际局势言论和相關賬號，倡议理性发布涉国际热点事件信息[133]。此前「收留烏克蘭無家可歸美女」等段子在該平台上流傳甚廣[62]。

- 中國大陸中央网信办举报中心在其官方微信公众号推送《台湾及疆独势力煽动“涉乌克兰恶俗言论”事件》[134]，指出部分报道[135]将所有矛头导向中国大陆地区网民。

- 中国企业大疆創新在4月27日宣布暂停在乌克兰和俄罗斯的业务活动。[136]
  - 由于乌克兰在选择替代产品上比俄罗斯更具有优势，此举被认为对乌克兰有利。

### 其他民眾
據BBC3月6日報導，塞爾維亞有近4000人在3月初參與了支持俄羅斯的遊行；德國之聲也於4月10日引述德新社及法新社消息，指出4月初德國多地湧現支持俄羅斯的汽車遊行隊伍。
《紐約時報》發文稱，約有三分之二的俄羅斯人仍然贊成普京進攻烏克蘭；社會學家列夫·古德科夫則受訪表示，支持普京軍事行動的人受教育程度較低、年齡較大，他們主要生活在農村地區或中小城市。
截至4月30日晚，有7.7万人來到Change.org签名要求德国总理朔尔茨不要向乌克兰提供重型武器。包括新闻工作者、音乐家和演员在内的约30名文艺界人士也向朔尔茨發出相同的呼籲。

### 城市地標

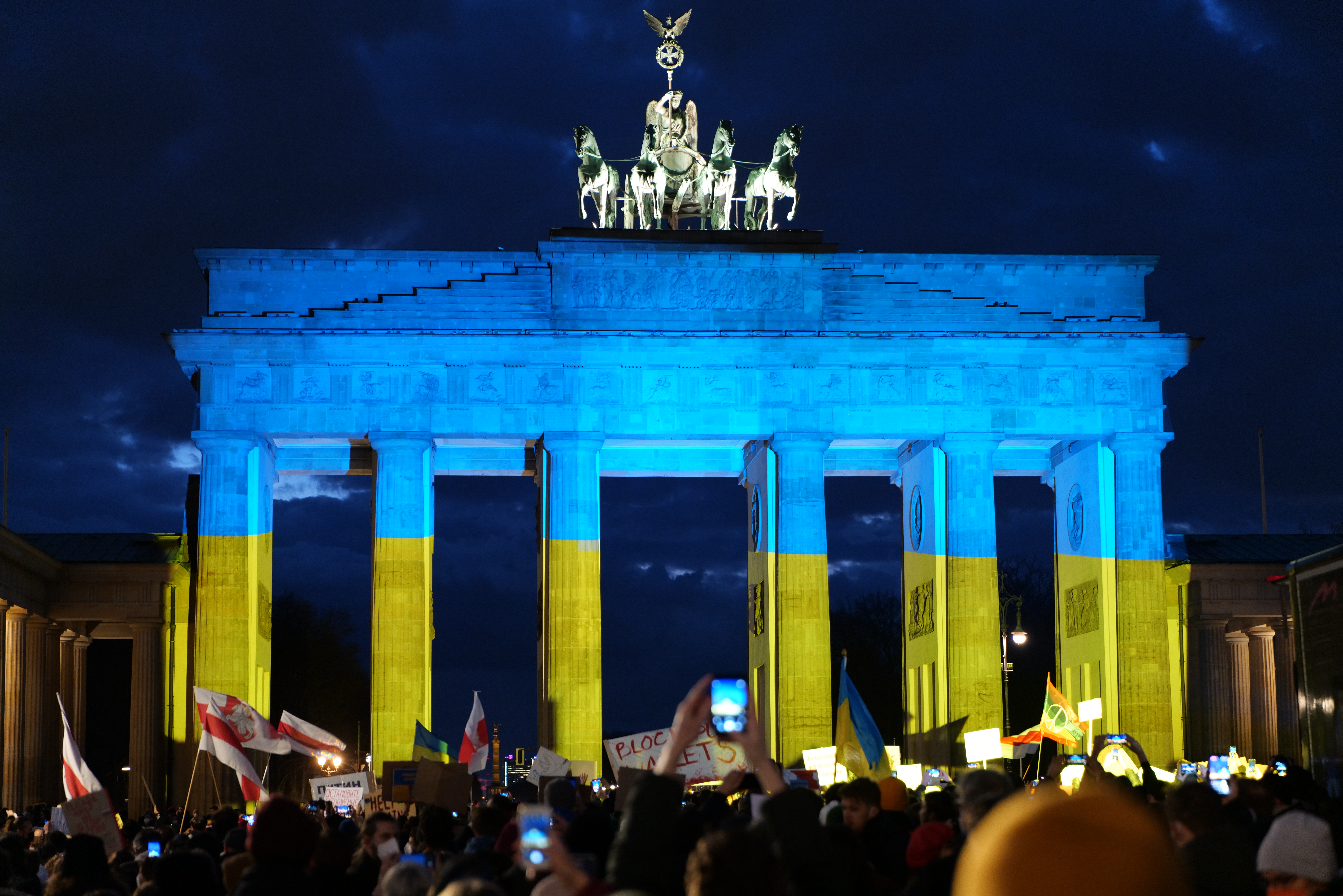
2022年2月24日，在德國柏林舉行的聲援集會中，勃蘭登堡門以烏克蘭國旗的顏色點亮

為了支持烏克蘭，各國城市的地標建築紛紛亮燈、打出代表烏克蘭國旗的藍黃色，其中包括帝國大廈、賓夕法尼亞州議會大廈、加拿大國家電視塔、尼亞加拉大瀑布、唐寧街10號、納爾遜紀念柱、聖喬治大廳、五十周年紀念公園、艾菲爾鐵塔、羅馬鬥獸場、勃蘭登堡門、東京都廳舍、三光島、N首爾塔、台北101、佛林德茲街車站、悉尼歌劇院。
2022年2月24日，布拉提斯拉瓦城堡和斯洛伐克總統官邸格拉蘇爾科維奇宮以藍色和黃色投影，以聲援烏克蘭。

## 報導及輿論
國際媒體普遍就俄烏局勢升溫進行了調查報導並發表評論。但隨著俄羅斯當局於3月5日通過新法案「打擊假新聞」並同時封鎖Facebook、Twitter等社交平台，引發了西方媒體的廣泛質疑，路透社認為俄羅斯此舉使得全球媒體處於守勢；Meta全球事務總裁尼克克萊格表示，封鎖社交平台將切斷數百萬俄羅斯民眾的可靠信息源，也令他們等同被「禁言」。
面對國際輿論的普遍譴責，有俄羅斯官員指控西方國家的媒體散佈虛假信息，企圖在俄羅斯人民中挑撥離間，且存在反俄的偏見。彭博社評論則指出，俄羅斯長期以來透過互聯網在西方國家挑起的分化運動可能混淆公眾對俄烏戰爭的輿論，並指出Facebook、YouTube等社交媒體數年來已經從中吸取教訓，這導致普京可能對西方的反應有誤判。《衛報》評論指出，俄羅斯多年來透過虛假訊息和虛假賬户對付西方國家，如今遭到輿論反撲。有報道認為，一場「戰鬥」已在社交媒體中展開。
另一方面，西方社會的輿論普遍反對戰爭，同情和支持烏克蘭。透過各大社交媒體，大量關於烏克蘭的一手消息得以迅速傳播，同時讓眾多西方的年輕網民了解到烏克蘭複雜的歷史背景。《紐約時報》認為，社交媒體促成了全球對烏克蘭的強烈同情，其中烏克蘭總統澤連斯基在Twitter、TikTok上獲得了大量關注，被認為在社交媒體上「戰勝」了俄羅斯總統普京。但也有觀點質疑，面對俄烏衝突時「選邊站」是否必要，形容社交媒體中充斥著毫無意義的陳腔濫調，完全忽略了專業知識，令輿論場失序，並指出訊息過度發達具有傳播虛假信息的風險。

### 俄羅斯
2020年4月3日，俄羅斯新聞社發表評論指責「烏克蘭民眾與其政府一樣壞透，其納粹主義的滲透程度不下於納粹德國。除了對主動參與攻擊俄羅斯人民（親俄烏克蘭人）的軍人和民兵進行清算外，任何被動支持他們的一般民眾都是納粹主義支持者，因此他們都必須接受思想再教育。一個罪惡的國家不能對自身進行去納粹化，這個過程必須由勝利者主導，而這個主導者即是俄羅斯，而去納粹化的過程必須透徹地從人民的出身直到生理成熟為止。去納粹化亦即是『去烏克蘭化』（деукраинизация）以剔除建立在原屬於蘇聯領土上烏克蘭這個人為捏造的民族中心身份認同」。

### 中國大陸
英国广播公司、美国有线电视新闻网认为，在中國大陸社群媒體引領話題的大多是官方媒體，包括環球網、央視新聞、環球時報、人民日報等。在俄羅斯全面入侵烏克蘭前兩日，《新京报》所属國際栏目「世面」疑似不慎將有关乌克兰冲突相关内容的审查准则内部通告當成新闻稿在新浪微博公开發布，其中要求限制發布「對俄不利」和「親西方」的內容；同日，環球網的一篇报道一度称顿涅茨克和卢甘斯克为“两国”，其後該報道被删除，中國大陸傳媒統一稱呼兩地為「地區」；俄罗斯对乌克兰采取军事行动当天，共青團中央在影音平台bilibili官方帐号发布视频，内容为二战前夕流传于苏联的爱国歌曲《喀秋莎》中文普通话版，此举被《端传媒》解读為「娛樂化」戰爭。
中國大陸對俄羅斯入侵烏克蘭的新闻出现一定数量的虚假信息。根据美国政治新闻网报道，俄罗斯“可能”将于2月16日对乌克兰进行入侵，但是中國大陸方面的报道重点强调日期，并淡化或忽略新闻中的“可能”一词，以此宣传称美方是在故意制造关于俄罗斯入侵的谣言与恐慌。
2022年3月2日，中國環球電視網发布一篇英文文章，认为由于美国没有遵守布达佩斯备忘录，所以美国没有提供安全保证，最终导致乌克兰危机。此后，新华社认为，美国对乌克兰输送武器是破坏和谈的算计。
2022年4月中旬，人民日报下属时政刊物《环球人物》发表评论员文章。文章认为，美国等西方国家在俄乌局势最需要抽薪止沸时“热火烹油、双向挤压”，而要求“中国谴责俄罗斯”的观点是“道德绑架”。
德国之声、美国有限电视新闻网等媒体认为，中国大陸媒体在相关的报道中避免使用「侵略」「攻擊」等词汇，並在選材上偏重俄羅斯官方、忽略烏克蘭官方，同時煽動反美情緒。《华尔街日报》认为，中国大陸官媒在對俄烏衝突報道時保持克制，这表明政府在立场上比較谨慎。法國國際廣播電台認為，中國虽然不谴责俄羅斯入侵、未曾鼓励中国人聲援乌克兰人，但也没有公开支持俄罗斯。自由亚洲电台指出，中华人民共和国曾经与乌克兰签署过多份安全保证联合声明，尊重乌克兰的獨立、主權和領土完整，但俄羅斯入侵烏克蘭時卻沒有譴責。
2022年3月4日，中國中央電視台對北京2022冬殘奧會開幕式進行了實況轉播，期間國際殘奧委會主席安德鲁·帕森斯以英語致詞時談及俄烏局勢，強烈譴責戰爭並呼籲和平，但中國中央電視台對這段發言進行了消音處理，並且未有完整翻譯，他为20名出场的乌克兰运动员鼓掌和呼吁和平的镜头也被替换；國際殘奧委會認為這存在審查，要求中國中央電視台作解釋。但中國中央電視台没有对此作出答复。
截至2022年3月初，凤凰卫视记者卢宇光是唯一一位驻扎在俄罗斯前线部队的外国记者。
布恰大屠殺發生後，有观点认为中国大陸官方媒体报道时较为偏袒俄羅斯。4月5日，中國中央電視台中文國際頻道引述俄羅斯外交部長謝爾蓋·維克托羅維奇·拉夫羅夫的发言，稱布恰大屠殺是一起假新聞，烏克蘭和西方散步虛假訊息是出於反俄目的。有中國大陸媒體選擇性報道了烏克蘭總統弗拉基米爾·澤連斯基視察布恰大屠殺現場，現場的慘狀和現場居民的哭訴均沒有報道。環球網指出，“布查屠殺”是外界的「炒作」，美國也參與了事件炒作。截至4月6日，新華社，人民日報等其他官媒均沒有對布恰大屠殺做詳細報道。而央視海外版平衡報導，CGTN前往罹難者現場並拍攝，提及中方外交部的說法稱支持完整的調查，并引用烏克蘭總統澤倫斯基的看法。
有觀點認為中國大陸民間舆论在戰爭爆發后，总体上支持俄罗斯入侵烏克蘭，并認同普京的立场。有本地民眾認為，这是由於反美情绪的興起和官方的輿論引導。民間輿論同樣存在反对战争或支持乌克兰的声音，部分被删除或受到攻击。
据美国之音报道，俄乌战争爆发初期，中國大陆社交媒體出現了大量爭議性言論，加上當局實施网络言論管控，外界認為這導致了中國大陆輿論場的撕裂與對立。一方面，不少言论支持俄羅斯，認同俄羅斯對於國家安全的關切并质疑乌克兰自身问题，如新纳粹主义，同時认为北約不断东扩恶化了俄烏局勢，從而支持俄羅斯對烏克蘭“去军事化”“去纳粹化”，并且讚揚俄羅斯總統普京，认为他是敢于挑战西方的英雄人物；據報俄羅斯駐華大使館收到大量中國大陆民眾的支持信，祝願俄羅斯強大並取得勝利。另一方面，有聲音反對戰爭，例如公衆人物金星、袁立，柯蓝以及多名來自北京大學、清華大學等高校的教授和校友都曾公開表示反戰，但這類言論遭到部分網民批評，並被中國大陸社交平台屏蔽或刪除；也有部分網民援引俄羅斯侵佔中國領土的歷史來質疑鼓吹戰爭的言論。儘管輿論分歧，不少報導都認為「挺俄」言論佔據了中國大陸的輿論主流。
此外，中國大陸輿論場中也存在低俗言論，例如不少網民用“收留烏克蘭美女”調侃戰爭，一度演變成網絡梗（哏）。有观点指出，尽管世界上不少国家舆论场都有类似声音，但只有中国大陆的这类言論被集中翻譯並傳播，引發了烏克蘭的反華浪潮，危及當地華人的安全；更有網民借俄烏戰事鼓吹武力統一台灣。就此，有中國大陆官媒呼籲民眾對戰爭理性發言，勿做隔岸觀火的低俗看客。
2月26日，五位中国大陆历史学家联署公开信反对入侵，称“历史上的重大灾难往往始于局部冲突”。这封信在发布三个小时后被从互联网上删除。
俄乌局势升温的同时，西方国家政府及媒體开始在微博、Bilibili等中國大陸社交媒体上发布本国外交政策和相关言论，包括俄罗斯、乌克兰、英国、美国等国家均在新浪微博上发表有关乌克兰局势的态度。对此，环球时报刊发评论指，美国等西方国家的政府、社会乃至个人透过集中在中国互联网发声，已经在中国网络空间打响“认知战”。3月7日，中国共青团发文称，有“台湾1450网军”渗透到此次“认知战”当中，挑撥中烏關係，製造中國支持俄羅斯的假象。
4月5日，中国一些省市的学校举办“手拉手线上集体备课活动”，指导思想政治課教師，把握俄烏戰爭的立場口徑，引导学生认同俄烏戰爭是在西方冷戰思維下北約東擴所致，不能簡單用「正義和非正義作判斷」。4月6日，紐約時報认为，中国存在引导民间舆论支持俄罗斯的現象，但可能只是为自身利益而放大敌对西方的情绪。
5月10日，中国驻乌克兰前大使高玉生在一场研究会上分析俄乌战争走势及对国际秩序影响，表示俄罗斯的战败仅是时间问题，前蘇聯國家將出現新一波「去俄化」趨勢。原文刊出后不久被刪除。
2023年11月29日，俄軍中的中國籍男子趙睿在扎波羅熱州參加戰鬥時受傷陣亡，成為第一名在俄烏戰場陣亡的中國籍士兵。

### 印度
在印度，有不少網民支持俄羅斯入侵烏克蘭，石英财经网分析指原因包括和俄罗斯长期友好的关系，以及印度留學生在烏克蘭遭到歧視性待遇等。同時，印度政府也在2022年3月2日的联合国大会关于谴责俄罗斯入侵乌克兰决议的表決中投下棄權票。有分析認為印度在聯合國大會的表决中投棄權票，是為了印度國防利益的考量。對此，美国国务院助理國務卿唐纳德·卢表示，美國政府正在考慮制裁印度。

## 承认俄罗斯为支持恐怖主义的国家
自俄烏戰爭因2022年俄羅斯全面入侵烏克蘭重大升級以来，烏克蘭一直向国际社会发出呼吁将俄罗斯列为支持恐怖主义的国家或列俄羅斯為恐怖主義國家。目前这项呼吁已得到7个国家和3个国际组织的支持。

### 承认的国家
2022年5月10日，立陶宛议会一致通过将俄罗斯列为恐怖主义国家，成为全球先例。议会也承认俄罗斯武装部队及其政治和军事领导层对乌克兰的全面侵略是对乌克兰人民的种族灭绝。
8月11日，拉脱维亚议会通过一份声明，宣布俄罗斯为「恐怖主义的国家支持者」，并称其在乌克兰的行动构成是对乌克兰人民的种族灭绝。
10月18日，爱沙尼亚议会的101名议员中有88人投票支持宣布俄罗斯为恐怖主义国家。该声明也表示支持国际法院和国际刑事法院对俄罗斯在乌克兰境内所犯罪行发起的调查。
10月26日，波兰参议院承认俄罗斯政府为恐怖主义政权。
11月15日，捷克议会在一项决议中宣布俄罗斯的现任政府为恐怖主义政权，该决议还谴责俄罗斯通过虚假公投吞并乌克兰东部四个地区。
11月24日，荷蘭眾議院宣布俄罗斯为支持恐怖主义的国家，决议还谴责俄罗斯军队正在结构性和蓄意地炮击乌克兰的民用目标。
2023年2月16日，斯洛伐克议会将俄罗斯列为支持恐怖主义的国家，并在声明中谴责俄罗斯对乌克兰的侵略，还谴责俄罗斯对民用设施和关键能源基础设施的大规模袭击，并且直接和间接发出威胁要使用核武器。

### 国际组织
2022年10月13日，欧洲委员会（PACE）投票通过了一项决议，承认俄罗斯为恐怖主义国家。
11月21日，北约议会一致通过具有象征意义的第478号决议，敦促成员国将俄罗斯指定为恐怖主义政权和设立战争罪法庭。
11月23日，欧洲议会投票通过承认俄罗斯是恐怖主义国家的决议，亦为设立战争罪法庭铺平道路。